# Bataille de Mezokeresztes
 (janvier 2024).
La mise en forme du texte ne suit pas les recommandations de Wikipédia : il faut le « wikifier ».
Les points d'amélioration suivants sont les cas les plus fréquents :
- Les titres sont pré-formatés par le logiciel. Ils ne sont ni en capitales, ni en gras.
- Le texte ne doit pas être écrit en capitales (les noms de famille non plus), ni en gras, ni en italique, ni en « petit »…
- Le gras n'est utilisé que pour surligner le titre de l'article dans l'introduction, une seule fois.
- L'italique est rarement utilisé : mots en langue étrangère, titres d'œuvres, noms de bateaux, etc.
- Les citations ne sont pas en italique mais en corps de texte normal. Elles sont entourées par des guillemets français : « et ».
- Les listes à puces sont à éviter, des paragraphes rédigés étant largement préférés. Les tableaux sont à réserver à la présentation de données structurées (résultats, etc.).
- Les appels de note de bas de page (petits chiffres en exposant, introduits par l'outil «  Source ») sont à placer entre la fin de phrase et le point final[comme ça].
- Les liens internes (vers d'autres articles de Wikipédia) sont à choisir avec parcimonie. Créez des liens vers des articles approfondissant le sujet. Les termes génériques sans rapport avec le sujet sont à éviter, ainsi que les répétitions de liens vers un même terme.
- Les liens externes sont à placer uniquement dans une section « Liens externes », à la fin de l'article. Ces liens sont à choisir avec parcimonie suivant les règles définies. Si un lien sert de source à l'article, son insertion dans le texte est à faire par les notes de bas de page.
- La présentation des références doit suivre les conventions bibliographiques. Il est recommandé d'utiliser les modèles {{Ouvrage}}, {{Chapitre}}, {{Article}}, {{Lien web}} et/ou {{Bibliographie}}. Le mode d'édition visuel peut mettre en forme automatiquement les références.
- Insérer une infobox (cadre d'informations à droite) n'est pas obligatoire pour parachever la mise en page.

Pour une aide détaillée, merci de consulter Aide:Wikification.
Si vous pensez que ces points ont été résolus, vous pouvez retirer ce bandeau et améliorer la mise en forme d'un autre article.
 (janvier 2024).
Si vous disposez d'ouvrages ou d'articles de référence ou si vous connaissez des sites web de qualité traitant du thème abordé ici, merci de compléter l'article en donnant les références utiles à sa vérifiabilité et en les liant à la section « Notes et références ».
La bataille de Keresztes (également connue sous le nom de bataille de Mezőkeresztes) (turc : Haçova Muharebesi) a eu lieu du 24 au 26 octobre 1596. Elle s'est déroulée entre une force combinée Habsbourg-Transylvanie et l'Empire ottoman près du village de Mezőkeresztes (turc :  Haçova) dans le nord de la Hongrie actuelle. Les Ottomans mirent en déroute l'armée dirigée par les Habsbourg mais, en raison de leurs propres pertes, furent incapables d'exploiter leur victoire.

## Arrière plan
Le 23 juin 1596, une armée ottomane partit de Constantinopole. Commandée par le sultan Mehmed III, l'armée traversa Edirne, Filibe (maintenant connue sous le nom de Plovdiv), Sofia et Niš pour arriver à Belgrade le 9 août. Le 20 août, l'armée traverse la Sava par un pont et entre sur le territoire autrichien de Siren. Un conseil de guerre fut convoqué au château de Slankamen et il fut décidé de commencer un siège du fort hongrois d'Eger (Erlau). Le fort contrôlait les voies de communication entre l'Autriche des Habsbourg et la Transylvanie, toutes révoltées contre la suzeraineté ottomane.
Cependant, la nouvelle arriva bientôt que les Autrichiens avaient assiégé et réussi à s'emparer du château de Hatvan et avaient brutalement tué tous les Ottomans qui y étaient hébergés, y compris les femmes et les enfants. L'armée ottomane commença le siège du fort d'Eger le 21 septembre 1596 et le 12 octobre, le château avait capitulé. En représailles au massacre du château de Hatvan, les défenseurs du château ont tous été exécutés.

## bataille
L'armée ottomane traversa plusieurs passages en terrain marécageux et atteignit Haçova (qui signifie en turc : Plaine de la Croix), épuisée après un long siège et une longue et dure marche. Les deux armées s'affrontent dans les plaines de Haçova (hongrois : Mezőkeresztes). L'armée austro-transylvanienne, sous le commandement conjoint de l'archiduc Maximillien III d'Autriche et du prince Sigismond Bathory de Transylvanie, était en position dans des tranchées fortifiées. Lorsque l'armée ottomane attaqua les tranchées autrichiennes, la bataille de Haçova commença pendant deux jours, du 25 au 26 octobre 1596. Les premières armes à feu (canons, mousquets) ont été largement utilisées dans la bataille. Les Autrichiens, retranchés autour de la vieille église en ruine, réussirent à repousser les assauts ottomans grâce à un barrage de tirs de mousquets et de 100 canons. Au deuxième jour de bataille, l’armée ottomane semblait avoir été vaincue. Selon l'historien ottoman du XVIIe siècle İbrahim Peçevi :

"Les chrétiens ont percé l'armée ottomane, mais les soldats de l'Islam n'avaient pas encore ressenti la défaite. Ensuite, ils ont commencé à piller et à prendre le butin au quartier général de commandement des Ottomans. Sous quelques drapeaux, un grand groupe de soldats chrétiens  ont attaqué la tente où étaient conservés les coffres d'or de l'Échiquier ottoman. Ils ont tué et éliminé le janissaire etils ont déployé leurs drapeaux croisés et ont commencé à danser autour d'eux.

Le commandant Sultan Mehmed III voulait fuir le champ de bataille. Cependant, il demanda d'abord l'avis de son tuteur, le grand clerc Hoca Sadeddin Efendi, qui dit au sultan qu'il devait poursuivre la bataille jusqu'au bout. Tenant compte de ce conseil, le sultan Mehmed III ordonna que la bataille se poursuive.Le deuxième jour de la bataille, les combats s'intensifient. Les troupes de l'armée autrichienne avaient atteint la tente du sultan, qui était entourée par les vizirs et les professeurs de l'école des pages du palais pour se protéger. Tandis que certaines troupes tentaient de pénétrer dans la tente du sultan, les soldats de l'autre armée autrichienne se désengageèrent,en quête de butin et de pillage au lieu de poursuivre l'engagement. Les toiletteurs de chevaux, les cuisiniers, les fabricants de tentes et les gardiens de chameaux ottomans ont riposté contre les pilleurs avec toutes les armes qu'ils ont pu trouver, y compris des cuillères de cuisinier, des blocs de bois, des marteaux pour fabriquer des tentes, des herminettes et des haches pour couper du bois. Les Autrichiens furent surpris et se retirèrent confus. Les cris « l'ennemi chrétien s'enfuit » ont été entendus par les troupes ottomanes qui combattaient encore ce qui semblait être une bataille perdue d'avance sur la ligne de front. Le regain de moral leur a permis de récupérer la bataille. Avec une action majeure des canons d'artillerie ottomans les forces ottomanes ont lancé une autre attaque contre les Autrichiens à travers le front et la cavalerie ottomane restante a débordé l'armée austro-transylvanienne, les mettant en déroute.

## Conséquences
Peu de temps après la victoire, Mehmed III nomma Cigalazade Yusuf Sinan Pacha comme nouveau Grand Vizir. Il envoya une proclamation de victoire impériale à Istanbul annonçant la conquête du château d'Eger (Erlau) et la victoire à la bataille de Haçova (Keresztes). Cela a atteint Istanbul en octobre et des célébrations publiques et des réunions publiques ont été organisées dans la ville. Au cours de ces célébrations, quatre galères pleines de sucre acheté par l'État en provenance d'Égypte sont arrivées à la Corne d'Or, ce qui a ajouté de la « douceur » à l'annonce d'une victoire militaire. Mehmed III a reçu l'épithète de « Conquérant d'Eger ».
L'armée du sultan marcha pendant un mois et retourna victorieuse à Istanbul. Mehmed III est revenu à Istanbul en novembre pour une réception triomphale. Sa victoire à Keresztes avait fait de lui un héros. L'armée impériale ottomane est revenue victorieuse à Istanbul et a été accueillie avec joie par les habitants d'Istanbul. L'armée étant en place, un grand cortège de la victoire accompagné de nombreux spectacles a été organisé.